# Косар королівський
Косар королівський (Platalea regia) — водно-болотний птах з родини ібісових.

## Опис

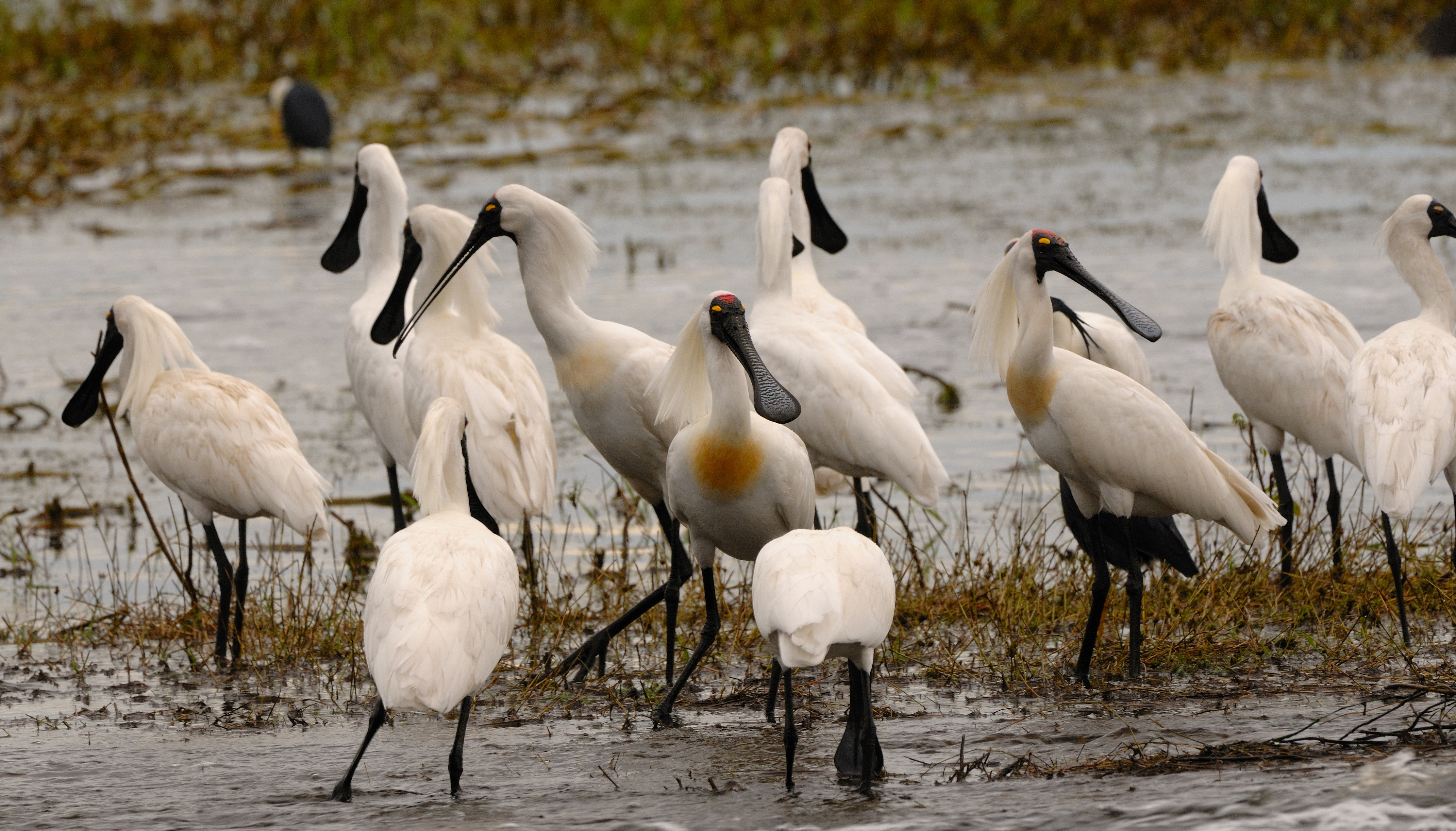

Довжина тіла 74 — 81 см. Вага 1,4 — 2 кг. Розмах крил близько 1,2 метра. Загальне забарвлення оперення — біле. Голі частини голови чорні з червоним тім'ям і жовтими плямами над очима.

## Спосіб життя
Як і більшість інших споріднених видів, повільно бродять по мілководдю з опущеним у воду дзьобом. При цьому вони водять дзьобом у різні боки і намацують можливу здобич. Іноді вони занурюють голову цілком під воду. До їх їжі відносяться як дрібні земноводні та риби, так і рослинна їжа. В основному ці птахи активні вночі або в сутінках, а денний час використовують для відпочинку.

## Ареал
Вид поширений в Австралії, на Нової Гвінеї та Нової Зеландії. Також до її ареалу відносяться Соломонові острови та Нова Каледонія.